# Idioma makonde
El makonde es la lengua hablada por el pueblo makonde, un grupo étnico del sureste de Tanzania y del norte de Mozambique. Makonde es una lengua bantú central y estrechamente relacionada con el yao. Los dialectos matembwe y el mabiha (maviha) son divergentes, y no tienen por qué ser makonde.